# Xã Fenton, Quận Whiteside, Illinois
Xã Fenton (tiếng Anh: Fenton Township) là một xã thuộc quận Whiteside, tiểu bang Illinois, Hoa Kỳ. Năm 2010, dân số của xã này là 536 người.